# Soudan Banks
I Soudan Banks sono un gruppo di cinque banchi di scogli affioranti dall'Oceano indiano, conosciuti per la ricchezza di pesci ed amministrati dalla Repubblica di Mauritius.
Il Soudan del nord contiene i grandi salmoni. Il Soudan del sud è il più grande dei banchi, con molte scogliere e passaggi. Il Soudan ovest è piccolo, roccioso e poco profondo. Il Soudan centrale è la zona di maggior pesca, con scogliere enormi ed acque contenenti un'abbondanza enorme di pesci.
Due milioni di anni fa, il Soudan era una grande isola, come Nazareth Bank, Cargados Carajos e Saya de Malha Bank.